# فروده استیل
فروده استیل (انگلیسی: Frode Estil؛ زادهٔ ۳۱ مهٔ ۱۹۷۲) اسکی‌باز صحرانوردی اهل نروژ بود.